# 埃尔芒什
埃尔芒什（法語：Hermenches）是瑞士联邦西部法语区的沃州下设的一个镇。在行政上属于布罗瓦-维利区管辖。埃尔芒什的总面积为4.77平方公里。截至2010年底，总人口为358。